# Tricholeiopus vittipennis
Tricholeiopus vittipennis är en skalbaggsart som beskrevs av Stefan von Breuning 1963. Tricholeiopus vittipennis ingår i släktet Tricholeiopus och familjen långhorningar. Inga underarter finns listade i Catalogue of Life.